# Callopistria elaeastis
Callopistria elaeastis là một loài bướm đêm trong họ Noctuidae.